# سمیر نبی
سمیر نبی (انگلیسی: Samir Nabi؛ زادهٔ ۱۶ دسامبر ۱۹۹۶) بازیکن فوتبال اهل پاکستان-انگلستان است.
از باشگاه‌هایی که در آن بازی کرده است می‌توان به باشگاه فوتبال کارلایل یونایتد اشاره کرد.
وی همچنین در تیم ملی فوتبال پاکستان بازی کرده است.